# Mehelya laurenti
Mehelya laurenti — вид змій родини Lamprophiidae. Ендемік Демократичної Республіки Конго.

## Поширення і екологія
Mehelya laurenti мешкають в центральних районах ДР Конго. Вони живуть у вологих рівнинних тропічних лісах, на висоті до 600 м над рівнем моря. Живляться зміями.